# Закон об избирательных правах (1965)
Закон об избирательных правах 1965 года (англ. Voting Rights Act of 1965) — федеральный законодательный акт, запретивший расовую дискриминацию при голосовании в Соединенных Штатах. Закон был подписан президентом Линдоном Джонсоном в разгар Движения за гражданские права 6 августа 1965 года. Позднее Конгресс вносил в закон пять поправки пять раз, чтобы расширить его действие. Закон был направлен на обеспечение права голоса для расовых меньшинств по всей стране, особенно для афроамериканцев на Юге США, чтобы гарантировать им избирательные права, защищаемые четырнадцатой и пятнадцатой поправками к Конституции США. По данным Министерства юстиции, этот закон считается наиболее эффективным федеральным законодательством о гражданских правах, когда-либо принятым в Америке.
Акт содержит многочисленные положения, регулирующие выборы. «Общие положения» акта обеспечивают общенациональную защиту избирательных прав, раздел 2 запрещает государственным и местным органам власти вводить любые правила голосования, которые «приводят к отрицанию или ограничению права любого гражданина голосовать по признаку расы или цвета кожи» или принадлежности к языковому меньшинству. Другие общие положения запрещают тесты на грамотность и другие уловки, исторически используемые для лишения избирательных прав расовых меньшинств. Также закон запрещает определённым юрисдикциям вносить какие-либо изменения, влияющие на реализацию права голоса без предварительного подтверждения от генерального прокурора США или окружного суда США по округу Колумбия о том, что такое изменение не будет дискриминировать меньшинства и требует, от юрисдикций, в которых проживает значительное количество языковых меньшинств, предоставлять двуязычные бюллетени и другие избирательные материалы.
Согласно исследованиям, закон успешно и значительно увеличил явку и регистрацию избирателей, особенно среди чернокожего населения. Также акт способствовал предоставлению большего количества общественных благ (таких как государственное образования) районам с более высокой долей черных и большему представительству афроамериканцев в местных органах власти.